# ワープエンタテインメント
ワープエンタテインメント（Waap Entertainment Corporation）は、日本のアダルトビデオメーカーである。

## 概要
ハリウッドフィルムの元スタッフが設立。
『ドリームシャワー』シリーズ（通称「ドリシャ」）などを手掛ける。2002年9月6日には、ドリームシャワーシリーズ100万本突破記念作品が発売された。
2009年4月より、au、ソフトバンクで公式携帯サイト「ワープ☆モバイル」をオープン、2012年8月8日より配信専門レーベル「Air*WAAP」をDMM.com内に開設した。
ドリームチケットはグループ企業である。このことは2010年代後半まで明かされていなかった。
ディレクターズメーカーを自称し、企画立案などは社員監督の権限が強い。この社風から独立する監督が多く、前述の監督輩出に至っている。また「監督＝裏方」という意識から、創立時より“監督はちんこ出し禁止＝ハメ撮り作品禁止”の社内ルールがあり、演出の創意工夫が生み出されている。

## 主なレーベル
- ENCORE（2006年11月 - 2013年11月）
- WashingMachine（2006年8月 - 2019年2月）
- So（2006年7月 - 2020年2月）
- id（2006年7月 - ）
- cobra（2004年1月 - ）
- JELLY（2001年11月 - 2024年1月）

## 主なシリーズ
現在
- ドリームシャワー（2001年4月 - 2013年5月）
- 鍵、貸します。（2006年2月 - 2012年3月）
- それでも私は、アエがない。（2007年8月 - 2013年4月）
- くちびる（2007年5月 - 2013年5月）
- 人妻 奴隷契約（2008年1月 - 2013年5月）

過去
- 石橋渉の素人VDOLハンター（2008年3月 - 2011年12月）
- 粘着おしゃぶり汁好き痴女（2010年4月 - 2011年5月）
- 僕だけの巨乳ママ（2002年8月 - 2008年12月）
- 巨乳マンション（2002年6月 - 2008年12月）
- 巨乳女教師童貞狩り（2002年7月 - 2008年5月）
- 接吻しまくり淫口よだれ女（2003年1月 - 2007年9月）
- 街でウワサの風俗ビル（2003年1月 - 2007年4月）
- 株式会社ワープエンタテインメントの衣装部屋の鍵、貸します。（2005年9月 - 2006年4月）
- もしも、（2002年8月 - 2004年6月）
- アナタのオナニーたすけてアゲル（2002年2月 - 2005年8月）
- Back[s]（2002年7月 - 2005年7月）

## 主な女優
専属女優とデビューを中心にまとめる。
- 浅乃かこ（2011年3月AVデビュー - 2011年7月）
- 片岡まきな（2010年12月AVデビュー - 2011年2月引退）
- 早坂あずき（2010年9月AVデビュー - 2011年3月卒業）
- 澪（2010年1月AVデビュー - 10月引退）
- 一色明奈（2009年3月AVデビュー - 8月）
- 喜多沢くるす（2008年7月AVデビュー - 2009年4月）
- うるみゆう（2007年10月AVデビュー - 2008年1月）
- 橘れもん（2007年6月AVデビュー - 2008年12月）
- 伊川なち（2006年7月AVデビュー - 2007年2月卒業）
- you.（2005年9月AVデビュー -2006年4月）
- 志保（2005年7月AVデビュー - 2006年2月卒業）
- 上村愛（2005年6月 - 12月卒業）
- なつき（2005年1月AVデビュー - 7月卒業）
- 薫まい（2005年1月AVデビュー - 6月）
- 篠宮慶子（2005年1月AVデビュー - 3月卒業）
- 寧々（2004年11月AVデビュー - 2006年9月）
- 聖まこと（2004年11月AVデビュー - 2005年8月引退）
- しいな怜（2004年11月AVデビュー - 2005年7月卒業）
- Rin.（2004年6月AVデビュー - 2005年2月）
- 飯沢もも（2004年6月 - 12月）
- 小春ひより（2004年2月AVデビュー - 9月）
- nao.（2003年5月AVデビュー -12月）
- Kay.

## 監督
人気AV監督を輩出している。
- 黒澤あらら
- 皇獅婁
- ［Jo］Style（英語版）
- KINGDOM
- FLAGMAN
- TAKE4
- K*WEST
- 沢庵
- 五右衛門
- 麒麟
- R40
- WILD SEVEN
- 金田一小五郎
- LA★MOO(ラムチョップ)